# Matija Đulvat
Matija Đulvat (Zagabria, 22 febbraio 1976) è un allenatore di calcio a 5 ed ex giocatore di calcio a 5 croato, attuale commissario tecnico della Svezia.

## Carriera

### Giocatore

#### Club
Roccioso centrale difensivo,  inizia a giocare nel settore giovanile del MNK Megaton-Music ispirandosi a giocatori quali i fratelli Marinko e Zdravko Mavrovic; nel 1994 si trasferisce all'Orkan dove rimane per quattro stagioni vincendo il campionato nel 1997-98. La stagione seguente viene acquistato dall'Arzignano con cui vince immediatamente la Serie B e la Coppa Italia di categoria. Nelle stagioni successive Đulvat contribuisce in maniera determinante alla crescita della società biancorossa di cui sarà per lungo tempo capitano sia in Serie A2 sia in Serie A. Con il Grifo vince lo scudetto nella stagione 2003-04, giocando 25 partite mettendo a segno 4 reti, al termine della quale si trasferisce al Cornedo in Serie A2, rimanendovi per tre anni. Nel 2007 fa ritorno in patria per giocare nello Spalato e quindi nell'Uspinjača. Nel 2012 segue Martić (già suo allenatore in nazionale) all'Alumnus con cui vince nella stagione 2013-14 il suo secondo campionato, a distanza di 16 anni dal primo. La stagione seguente si trasferisce alla Dinamo Futsal, squadra che aveva contribuito a fondare nel 2012, continuando a giocare ben oltre i 40 anni. Nel 2015 è inoltre eletto presidente della società.

#### Nazionale
Per quasi un decennio Đulvat ha fatto parte della nazionale croata, della quale è stato elemento di spicco e giocatore simbolo. Il miglior traguardo raggiunto è stato la qualificazione al Campionato europeo 2012 in cui la Croazia è giunta quarta.

### Allenatore
Nel giugno del 2017 Đulvat è nominato commissario tecnico della Svezia; il suo assistente è Lars Ternström.

## Palmarès
- Campionato croato di calcio a 5: 2

Orkan: 1997-98
Alumnus: 2013-14
- Campionato italiano: 1

Arzignano: 2003-04